# Liste der Mitglieder der Deutschen Akademie der Naturforscher Leopoldina/1963
Die Liste der Mitglieder der Deutschen Akademie der Naturforscher Leopoldina für 1963 listet alle Personen, die im Jahr 1963 zum Mitglied berufen wurden. Insgesamt gab es 32 neu gewählte Mitglieder.

## Neu gewählte Mitglieder
| Nr. 1 | Name                              | Beiname 1 | Geboren       | Aufnahme 1 | Gestorben     | Sektion                                      | Bild                           | Datenbank               |
| ----- | --------------------------------- | --------- | ------------- | ---------- | ------------- | -------------------------------------------- | ------------------------------ | ----------------------- |
|       | Leo Aario                         |           | 26. Nov. 1906 |            | 6. Aug. 1998  | Geowissenschaften                            |                                | Leo Aario               |
|       | Jan Pieter Bakker                 |           | 1906          |            | 1969          | Geographie                                   |                                | Jan P. Bakker           |
|       | Károly Balogh                     |           | 1895          |            | 1973          | Stomatologie                                 | Károly Balogh                  | Károly Balogh           |
|       | Charles Henry Behre               |           | 16. März 1896 |            | 18. Feb. 1986 | Geologie und Paläontologie                   |                                | Charles Henry jr. Behre |
|       | Theodor Bücher                    |           | 10. Jan. 1914 |            | 18. März 1997 | Biochemie und Biophysik                      |                                | Theodor Bücher          |
|       | Ippolit Wassiljewitsch Dawydowski |           | 1887          |            | 1968          | Pathologie                                   |                                | Ippolit V. Davydovski   |
|       | Georges Deflandre                 |           | 1897          |            | 1973          | Geologie und Paläontologie                   |                                | Georges Deflandre       |
|       | Marthe Deflandre-Rigaud           |           | 1902          |            | 1987          | Geologie und Paläontologie                   |                                | Marthe Deflandre-Rigaud |
|       | Max Delbrück                      |           | 4. Sep. 1906  |            | 9. März 1981  | Biochemie und Biophysik                      |                                | Max Delbrück            |
|       | Rolf Emmrich                      |           | 26. Aug. 1910 |            | 5. Mai 1974   | Innere Medizin                               |                                | Rolf Emmrich            |
|       | Adolphe Franceschetti             |           | 1896          |            | 1968          | Ophthalmologie                               |                                | Adolphe Franceschetti   |
|       | Henry Görtler                     |           | 26. Okt. 1909 |            | 31. Dez. 1987 | Mathematik                                   |                                | Henry Görtler           |
|       | Friedrich Hirzebruch              |           | 17. Okt. 1927 |            | 27. Mai 2012  | Mathematik                                   | Friedrich Hirzebruch           | Friedrich Hirzebruch    |
|       | Gerhard Joppich                   |           | 5. Nov. 1903  |            | 5. Jan. 1992  | Pädiatrie                                    |                                | Gerhard Joppich         |
|       | Will Kleber                       |           | 15. Dez. 1906 |            | 27. Aug. 1970 | Mineralogie, Kristallographie und Petrologie | Gedenkstein für Will Kleber    | Will Kleber             |
|       | Walter Kubiëna                    |           | 30. Juni 1897 |            | 28. Dez. 1970 | Landbauwissenschaften                        |                                | Walter Kubiëna          |
|       | Fritz Linder                      |           | 3. Jan. 1912  |            | 10. Sep. 1994 | Chirurgie                                    | Fritz Linder                   | Fritz Linder            |
|       | Friedrich Linneweh                |           | 22. Sep. 1908 |            | 29. Jan. 1992 | Pädiatrie                                    |                                | Friedrich Linneweh      |
|       | Friedrich Mager                   |           | 13. Juli 1885 |            | 17. März 1974 | Geographie                                   |                                | Friedrich Mager         |
|       | Georg Merrem                      |           | 21. Sep. 1908 |            | 8. Juli 1971  | Chirurgie                                    |                                | Georg Merrem            |
|       | David Nachmansohn                 |           | 17. März 1899 |            | 2. Nov. 1983  | Biochemie und Biophysik                      |                                | David Nachmansohn       |
|       | Costin Nenitzescu                 |           | 15. Juli 1902 |            | 28. Juli 1970 | Chemie                                       | Costin Nenitzescu              | Costin D. Nenitzescu    |
|       | Rudolf Nissen                     |           | 9. Sep. 1896  |            | 22. Jan. 1981 | Chirurgie                                    | Unterschrift von Rudolf Nissen | Rudolf Nissen           |
|       | Hans Nowotny                      |           | 27. Sep. 1911 |            | 5. Okt. 1996  | Physikalische Chemie                         |                                | Hans Nowotny            |
|       | Arnold Pillat                     |           | 10. Dez. 1891 |            | 25. Sep. 1975 | Ophthalmologie                               |                                | Arnold Pillat           |
|       | Vladimir Prelog                   |           | 23. Juli 1906 |            | 7. Jan. 1998  | Chemie                                       | Vladimir Prelog                | Vladimir Prelog         |
|       | Sture Siwe                        |           | 1897          |            | 1966          | Pädiatrie                                    |                                | Sture Siwe              |
|       | Robert Stämpfli                   |           | 9. Juni 1914  |            | 17. Mai 2002  | Physiologie und Pharmakologie/Toxikologie    |                                | Robert Stämpfli         |
|       | Chuji Tsuboi                      |           | 1902          |            | 1982          | Geophysik und Meteorologie                   | Tsuboi Chuji                   | Chuji Tsuboi            |
|       | Artturi Ilmari Virtanen           |           | 15. Jan. 1895 |            | 11. Nov. 1973 | Biochemie und Biophysik                      | Artturi Ilmari Virtanen        | Artturi Virtanen        |
|       | Waltmann Walters                  |           | 1895          |            | 1988          | Chirurgie                                    |                                | Waltmann Walters        |
|       | Heinrich Willi                    |           | 3. März 1900  |            | 16. Feb. 1971 | Pädiatrie                                    |                                | Heinrich Willi          |